# Айн (эфиопская буква)

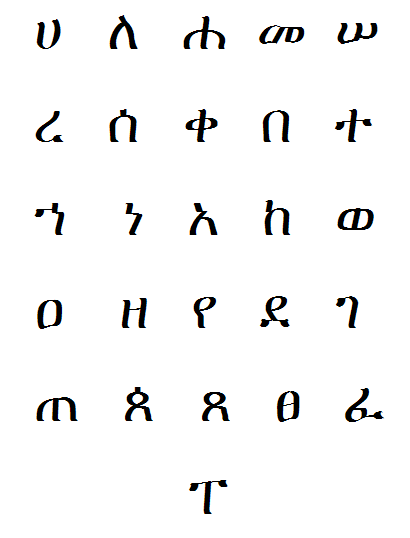

Айн (амх. ይን) — буква эфиопского алфавита геэз. В амхарском обозначает /ʔ/. В семитской гематрии буква «айн» соответствует числу «70». В эфиопской изопсефии буква «айн» используется для передачи числа четыре — ፬. Это можно объяснить тем, что «айн» является омоглифом коптской буквы дальда, и поэтому, в эфиопской традиции семьдесят пишут через слог «ро» — ፸.
| D4 |

| D4 |

- ዐ  — айн геэз э
- ዑ  — айн каэб у
- ዒ  — айн салис и
- ዓ  — айн рабы а
- ዔ  — айн хамыс е
- ዕ  — айн садыс ы (ʔ)
- ዖ  — айн сабы о